# Piskavica (planina)
Piskavica  je brdo u Bosni i Hercegovini.
Nalazi se u sjeverozapadnoj Bosni, sjeverozapadno od Banjaluke. Pruža se usporedo s Kozarom koja se nalazi na sjeveru. Piskavica se uzdiže do 433 metra nadmorske visine.